# 郭光灿
郭光灿（1942年12月9日—），福建惠安百崎回族乡加坑村人，中国物理学家，中国科学技术大学教授，北京大学物理学院教授，中国科学院院士，主要从事量子信息的理论与实验研究。

## 生平
1965年，毕业于中国科学技术大学无线电电子学系，同年7月，留校任教。1981年9月至1983年9月，加拿大多伦多大学访问学者。2003年，当选为中国科学院院士。2005年1月，被聘为北京大学物理学院教授。

## 代表性科研成果
- 1997年提出“量子避错编码原理”，成为三种量子编码原理之一，并为实验所验证。〔Physical Review Letters 79, 1953 (1997) （页面存档备份，存于）〕
- 1998年提出“量子概率克隆原理”，并在实验上实现，被国际学术界称为“段-郭克隆机”，其最大克隆效率被称为“段-郭界限”。〔Physical Review Letters 80, 4999 (1998) （页面存档备份，存于）〕
- 2000年提出利用光腔实现两个原子纠缠的方案，后被法国科学院院士阿罗什（S. Haroche）在实验上证实，后者在2012年荣获诺贝尔物理奖。〔Physical Review Letters 85, 2392 (2000) （页面存档备份，存于）〕
- 证明量子信道中私密信道容量的不可加性，使量子信息论中信道容量不可加性的三部曲得以完成；〔Physical Review Letters 103, 120501 (2009) （页面存档备份，存于）〕
- 研制成功八光子纠缠态，其光子数为世界之最，并演示量子通信复杂度的有效降低；〔Nature Communications 2, 546 (2011) （页面存档备份，存于）〕
- 研制固态量子信息存储器，其保真度达99.9%，为世界之最。〔Physical Review Letters 108, 190505 (2012) （页面存档备份，存于）〕
- 实验上首次制备了光子的波动态与粒子态的任意叠加态，可同时观察到光子的波动性和粒子性，挑战玻尔互补原理所设定的界限，重新定义波粒二象性概念。〔Nature Photonics 6, 600 (2012) （页面存档备份，存于）〕
- 制备半导体量子芯片，观察到单个量子逻辑比特的Rabi振荡，并实现对单个量子逻辑门的超快普适操作。〔Nature Communications 4, Article number: 1401 (2013) （页面存档备份，存于）〕

## 出版著作
| 出版年份 | 名称                                                  | 作者                                                  | 出版社                 |
| -------- | ----------------------------------------------------- | ----------------------------------------------------- | ---------------------- |
| 2020     | 《量子计算与编程入门》                                | 郭国平, 陈昭昀, 郭光灿著                              | 科学出版社             |
| 2018     | 《物理学大题典：光学（第2版）》                       | 轩植华，白贵儒，郭光灿编                              | 科学出版社             |
| 2018     | 《芦笛曲丛书——爱因斯坦的幽灵：量子纠缠之谜（第2版）》 | 郭光灿著                                              | 北京理工大学出版社     |
| 2009     | 《芦笛曲丛书——爱因斯坦的幽灵：量子纠缠之谜》          | 郭光灿，高山著                                        | 北京理工大学出版社     |
| 2005     | 《物理学大题典：光学》                                | 轩植华，白贵儒，郭光灿编著                            | 科学出版社             |
| 2002     | 《神奇的量子世界》                                    | （澳）Gerard J. Milburn著；郭光灿等译                 | 新华出版社             |
| 1999     | 《费曼处理器 量子计算机简介》                         | （澳）Gerard J. Milburn著；郭光灿等译                 | 江西教育出版社         |
| 1997     | 《普通物理学教程 4 光学》                             | 郭光灿，庄象萱编                                      | 高等教育出版社         |
| 1996     | 《光学》                                              | 吴强，郭光灿编                                        | 中国科学技术大学出版社 |
| 1990     | 《量子光学》                                          | 郭光灿著                                              | 高等教育出版社         |
| 1990     | 《光学原子物理》                                      | 郭光灿等编著                                          | 中国科学技术大学出版社 |
| 1986     | 《研究生入学考试复习指导书——普通物理》                | 张玉民，郑兆勃，荣福瑞，郭光灿，朱栋培编著            | 安徽科学技术出版社     |
| 1988     | 《相干态导论》                                        | （美）Klauder，J.R. and Skagerstam，B.-S.著；郭光灿译 | 中国科学技术大学出版社 |

## 荣誉表彰
- 2021年  2020年度国家自然科学奖(二等奖)[2]
- 2013年  中央电视台年度科技创新人物[3]
- 2009年  第三世界科学院院士[4]
- 2008年  2007年度安徽省重大科技成就奖[5]
- 2003年  中国科学院院士[6]
- 2003年  何梁何利基金科学与技术进步奖 [7]
- 2004年  2003年度国家自然科学奖(二等奖)[8]
- 2002年  中国科学院先进工作者称号[9]
- 2001年  中华人民共和国教育部评为全国优秀教师[10]

## 社会任职
- 2017年   哈尔滨理工大学领军者[11]
- 2016年   电子科技大学基础与前沿研究院名誉院长[12]
- 2013年   南京邮电大学名誉教授[13]
- 2013年   福建师范大学双聘院士[14]
- 2007年   福建师范大学医学光电科学与技术教育部重点实验室学术委员会副主任
- 2005年   北京大学物理学院兼职教授
- 2004年   华南师范大学双聘院士[15]